# We Are Never Ever Getting Back Together
«We Are Never Ever Getting Back Together» (с англ. — «Мы никогда больше не будем вместе») — сингл американской кантри и поп-певицы Тейлор Свифт, изданный 13 августа 2012 года лейблом Big Machine Records и ставший первым с нового 4-го альбома Red, выход которого состоялся позднее, 22 октября 2012 года. Сингл стал первым в карьере певицы лидером американского чарта Billboard Hot 100 и вторым её хитом № 1 в Канаде в Canadian Hot 100. К ноябрю 2014 года в США было продано более 4 млн копий сингла и он получил 4-кр платиновый статус RIAA.
Журнал Rolling Stone назвал его одним из лучших синглов 2012 года, поставив на 2-е место в своём списке «50 Best Songs of 2012».
Свифт включила песню в сет-листы четырех своих мировых туров: Red Tour (2013-14), 1989 World Tour (2015), Reputation Stadium Tour (2018) и Eras Tour (2023). Перезаписанная версия песни вошла в альбом Red (Taylor’s Version), который Свифт переписала в 2021 году.

## История
После того как Свифт написала песни альбома Speak Now (2010) полностью в одиночку, она решила сотрудничать с другими авторами песен и продюсерами для Red. Так, она позвонила Максу Мартину и Шеллбэку, двум авторам песен и продюсерам, чьими работами она восхищалась, чтобы обсудить возможное сотрудничество. Трио придумало концепцию песни «We Are Never Ever Getting Back Together» вскоре после того, как друг бывшего бойфренда Свифт зашел в студию звукозаписи и рассказал о слухах, которые он слышал о воссоединении Свифт и ее бывшего возлюбленного. После того как друг ушел, Мартин и Шеллбэк попросили Свифт рассказать о деталях их отношений, которые она описала как «расстались, снова сошлись, расстались, снова сошлись, просто, ох, хуже некуда». Когда Мартин предложил написать об этом инциденте, Свифт начала играть на гитаре и петь: «We are never……», после чего песня стала быстро развиваться. Она назвала этот процесс одним из самых юмористических впечатлений, полученных во время записи, и сказала, что музыкальные партнеры совпали с ее ожиданиями. Перед финальным припевом можно услышать аудиоклип, в котором она с сарказмом говорит о расставаниях.
Свифт анонсировала песню 13 августа 2012 года во время своего живого выступления в чате на YouTube, релиз состоялся на Google Play в тот же день в формате цифровой загрузки с выходом на iTunes и Amazon.com спустя сутки, 14 августа 2012 года.

## Композиция
В современных рецензиях критики нашли в «We Are Never Ever Getting Back Together» сочетание многих стилей поп-музыки. Джонатан Киф из Slant Magazine и Spin описал ее как бабблгам-поп, а Стивен Томас Эрлевайн из AllMusic отнес песню к данс-попу. В то же время Entertainment Weekly назвал ее «возвышенным взрывом евро-поп-хора». Джеймс Ланчо, рецензируя Red для The Daily Telegraph, назвал песню «дерзким поп-роком в духе Кэти Перри», а Марк Хоган из Spin счел сингл «нахальным электро-попом». Стив Хайден, размышляя о сингле в статье 2021 года для The New York Times, охарактеризовал песню как электро-фолк. Пероун заметил влияние хип-хопа в стучащем басовом барабане и отметил, что «We Are Never Ever Getting Back Together» — музыкально гибкий трек, поскольку его структура песни и мелодические качества напоминают обычную кантри-песню, но с современными влияниями современной музыки, что делает его адаптируемым ко многим различным жанрам.
Текст песни рассказывает о разочаровании главной героини в бывшем парне, который хочет возобновить их отношения. В одном из моментов Свифт поет: «And you would hide away and find your peace of mind/ With some indie record that’s much cooler than mine», высмеивая претенциозный музыкальный вкус бывшего парня и ссылаясь на свою собственную профессию музыкального исполнителя. Свифт сказала, что процитированный текст — самая важная деталь песни, потому что он раскрывает суждение ее реального бывшего парня о ее музыке: «Это были отношения, в которых я чувствовала себя очень критикуемой и неполноценной. Он слушал музыку, о которой никто не слышал… но как только кому-то еще нравилась эта группа, он бросал ее». Поэтому она написала «We Are Never Ever Getting Back Together» в надежде на коммерческий успех, чтобы насолить бывшему парню: «Мало того, что ее, надеюсь, будут часто играть, чтобы он ее услышал, но [также] она противоположна той музыке, которую он пытался заставить меня чувствовать себя неполноценной».

## Коммерческий успех
Песня «We Are Never Ever Getting Back Together» стала для кантри-певицы Тейлор Свифт первым её чарттоппером в карьере и 1 018-м лидером чарта Hot 100 за всю его 54-летнюю историю. Ранее у Тейлор было два хита на втором месте: «You Belong With Me» (2009) и «Today Was a Fairytale» (2010). И ещё на № 3 и № 4 соответственно были синглы «Mine» (2010) и «Love Story» (2008). «We Are Never Ever …» стал самым успешным среди певиц по цифровым загрузкам за одну неделю (623 000) и вторым в истории SoundScan после Flo Rida («Right Round», с тиражом 636 000 в 2009 году), и её 4-м хитом № 1 в Hot Digital Songs.
Ещё до своего выхода песня за 50 минут заняла первое место в сингловом чарте iTunes, побив предыдущий рекорд (60 минут), установленный песней «Born This Way» певицы Lady Gaga, сделав «We Are Never Ever Getting Back Together» самой успешной песней в цифровой истории. Сингл также возглавил чарты iTunes в 32 странах. Сингл дебютировал на 72 месте в главном американском чарте Billboard Hot 100 в конце августа 2012 года. Рекордным стал дебют на 25 месте в радио-чарте Hot 100 Airplay, высший показатель для любой исполнительницы стиля кантри за всю 21-летнюю историю этого хит-парада. В кантри-чарте Hot Country Songs песня «We Are Never Ever Getting Back Together» дебютировала на 13 месте, что стало вторым рекордным показателем вслед за «Feel Like a Rock Star» певцов Кенни Чесни и Тим Макгро, и высшим дебютом всех кантри-певиц, побив предыдущее достижение песни «So Small» певицы Кэрри Андервуд. В хит-параде Billboard Hot 100 это её рекордный 11-й сингл, попавший в верхнюю десятку Top 10, что поставило Тейлор в один ряд с Кенни Роджерсом, деля с ним первое место среди всех кантри-исполнителей за всю историю по этому показателю.
Вернувшись в сентябре на первое место чарта (в сумме 3 недели № 1) «We Are Never Ever…» стал самым долго находящимся на № 1 кантри-синглом за последние 32 года со времени хита «Lady» Кенни Роджерса (он был 6 недель на первом месте с 15 ноября 1980 года). Кроме того, он стал вторым в истории синглом по числу недель на вершине чарте среди женщин (лидирующих по вокалу на сингле) после Debby Boone, которая 10 недель возглавляла чарт Hot 100 с песней «You Light Up My Life» (хотя в кантри-чарте Hot Country Songs он был только № 4 в 1977 году).

## Отзывы
| Оценки критиков    | Оценки критиков |
| Источник           | Оценка          |
| ------------------ | --------------- |
| Billboard          | 4.5/5           |
| Common Sense Media | [ 30 ]          |
| Digital Spy        | [ 31 ]          |
| Rolling Stone      | [ 32 ]          |

Ещё до выхода песни, многие критики дали ей положительную оценку: The Village Voice, Entertainment Weekly, Rolling Stone.
Иной взгляд изложили The A.V. Club, Country Universe (отнесли песню в категорию D, посчитав трек шагом назад), MTV,, Slant Magazine, The Washington Post, Newsday, Taste of Country, CBS News.
Журнал Rolling Stone назвал эту песню второй лучшей по итогам 2012 года в их итоговом годовом списке «50 Best Songs of 2012». Журнал Time включил песню в свой список «Top 10 Songs of 2012 Playlist» под номером 4. Песня избрана в качестве 6-го лучшего сингла 2012 года изданием The Village Voice (40th annual Pazz & Jop critics' poll). «We Are Never Ever Getting Back Together» была названа 169-й в Списке лучших песен 2010—2014 годов изданием Pitchfork («The 200 Best Tracks of the Decade So Far (2010—2014)»). Также была номинация на премию Грэмми-2013 в категории Record of the Year.

## Награды и номинации
| Год  | Организация                               | Награда/работа                                 | Результат | Ссылка        |
| ---- | ----------------------------------------- | ---------------------------------------------- | --------- | ------------- |
| 2012 | Guinness World Records                    | Fastest Selling Single in Digital History      | Победа    | [ 48 ]        |
| 2013 | Academy of Country Music Awards           | Best Music Video                               | Номинация | [ 49 ]        |
| 2013 | Billboard Music Awards                    | Top Streaming Song (Video)                     | Номинация | [ 50 ]        |
| 2013 | Billboard Music Awards                    | Top Country Song                               | Победа    | [ 50 ]        |
| 2013 | BMI Awards                                | Award-Winning Songs                            | Победа    | [ 51 ]        |
| 2013 | CMT Music Awards                          | Video of the Year                              | Номинация | [ 52 ]        |
| 2013 | Grammy Awards                             | Record of the Year                             | Номинация | [ 53 ]        |
| 2013 | MTV Video Music Awards Japan              | Best Female Video                              | Номинация | [ 54 ]        |
| 2013 | MTV Video Music Awards Japan              | Best Pop Video                                 | Номинация | [ 54 ]        |
| 2013 | MTV Video Music Awards Japan              | Best Karaoke Video                             | Номинация | [ 54 ]        |
| 2013 | Much Music Video Awards                   | International Video of the Year                | Номинация | [ 55 ]        |
| 2013 | Myx Music Award                           | Favourite International Video                  | Номинация | [ 56 ]        |
| 2013 | Nickelodeon Kids' Choice Awards           | Favourite Song                                 | Номинация | [ 57 ]        |
| 2013 | Argentina Nickelodeon Kids' Choice Awards | Favorite International Song                    | Победа    | [ 58 ]        |
| 2013 | People's Choice Awards                    | Favourite Song                                 | Номинация | [ 59 ]        |
| 2013 | Radio Disney Music Awards                 | Best Break Up Song                             | Победа    | [ 60 ] [ 61 ] |
| 2013 | Sirius XM Holdings Awards                 | International Video of the Year                | Номинация | [ 62 ]        |
| 2013 | Sirius XM Holdings Awards                 | International Single of the Year               | Номинация | [ 62 ]        |
| 2013 | Teen Choice Awards                        | Choice Break-Up Song                           | Номинация | [ 63 ]        |
| 2013 | Teen Choice Awards                        | Choice Country Song                            | Победа    | [ 63 ]        |
| 2013 | MTV Millennial Awards                     | Hit Chicle del Año (Catchiest Hit of the Year) | Победа    | [ 64 ]        |
| 2013 | Hito Music Awards                         | Best Western Song                              | Победа    | [ 65 ]        |
| 2014 | World Music Awards                        | World’s Best Song                              | Победа    | [ 66 ]        |
| 2014 | World Music Awards                        | World’s Best Video                             | Номинация | [ 66 ]        |
| 2014 | ASCAP Awards                              | Most Performed Song                            | Победа    | [ 67 ]        |
| 2014 | BMI Pop Awards                            | Award-Winning Song                             | Победа    | [ 68 ]        |

## Список композиций
Digital download
1. «We Are Never Ever Getting Back Together» — 3:12

## Чарты
| Чарт (2012—13)                             | Высшая позиция |
| ------------------------------------------ | -------------- |
| Австралия (ARIA)                           | 3              |
| Австрия (Ö3 Austria Top 40)                | 22             |
| Бельгия/Фландрия (Ultratop 50)             | 26             |
| Бельгия/Валлония (Ultratop 50)             | 42             |
| Канада (Billboard Canadian Hot 100)        | 1              |
| Канада (Billboard AC)                      | 1              |
| Канада (Billboard Country)                 | 16             |
| Канада (Billboard CHR/Top 40)              | 3              |
| Канада (Billboard Hot AC)                  | 3              |
| Чехия (Rádio — Top 100)                    | 26             |
| Дания (Tracklisten)                        | 18             |
| Финляндия (Suomen virallinen lista)        | 18             |
| Франция (SNEP)                             | 18             |
| Германия (GfK)                             | 21             |
| Гондурас (Honduras Top 50)                 | 21             |
| Венгрия (Rádiós Top 40)                    | 9              |
| Ирландия (IRMA)                            | 4              |
| Израиль (Media Forest)                     | 2              |
| Япония (Billboard Japan Hot 100)           | 2              |
| Нидерланды (Single Top 100)                | 24             |
| Новая Зеландия (Recorded Music NZ)         | 1              |
| Норвегия (VG-lista)                        | 6              |
| Словакия (Rádio — Top 100)                 | 41             |
| Южная Корея (GAON)                         | 2              |
| Испания (PROMUSICAE)                       | 9              |
| Швеция (Sverigetopplistan)                 | 16             |
| Швейцария (Schweizer Hitparade)            | 21             |
| Великобритания (OCC UK Singles)            | 4              |
| США (Billboard Hot 100)                    | 1              |
| США (Billboard Hot Country Songs)          | 1              |
| США (Billboard Country Airplay)            | 13             |
| США (Billboard Adult Contemporary)         | 10             |
| США (Billboard Adult Pop Airplay)          | 7              |
| США (Billboard Dance/Mix Show Airplay)     | 21             |
| США (Billboard Pop Airplay)                | 2              |
| США (Billboard Rhythmic)                   | 35             |
| Venezuela Pop Rock General (Record Report) | 6              |

### Итоговые годовые чарты
| Чарт (2012)                                         | Позиция |
| --------------------------------------------------- | ------- |
| Австралия (ARIA)                                    | 19      |
| Канада (Canadian Hot 100)                           | 39      |
| Новая Зеландия (RIANZ)                              | 19      |
| Великобритания UK Singles (Official Charts Company) | 26      |
| US Billboard Hot 100                                | 33      |
| US Hot Country Songs (Billboard)                    | 86      |
| Чарт (2013)                                         | Позиция |
| Канада (Canadian Hot 100)                           | 100     |
| Japan (Japan Hot 100)                               | 16      |
| UK Singles (Official Charts Company)                | 175     |
| US Hot Country Songs (Billboard)                    | 14      |

## Сертификации
| Регион | Сертификация  | Продажи    |
| --- | ------------- | ---------- |
| Австралия (ARIA) | 5× Платиновый | 350 000^   |
| Канада (Music Canada) | Золотой       | 40 000*    |
| Германия (BVMI) | Платиновый    | 300 000    |
| Италия (FIMI) | Золотой       | 15 000     |
| Япония (RIAJ) | Миллионный    | 1 000 000* |
| Мексика (AMPROFON) | Золотой       | 30 000*    |
| Новая Зеландия (RMNZ) | 2× Платиновый | 30 000*    |
| Швеция (GLF) | Платиновый    | 40 000     |
| Великобритания (BPI) | 2× Платиновый | 1 200 000  |
| США (RIAA) | 6× Платиновый | 6 000 000  |
| Стриминг |               |            |
| Дания (IFPI Danmark) | Платиновый    | 1 800 000  |
| Япония (RIAJ) | Золотой       | 50 000 000 |
| * Данные о продажах приведены только на основе сертификации. · ^ Данные о тиражах приведены только на основе сертификации. · Данные о продажах + прослушиваниях приведены только на основе сертификации. · Данные только о прослушиваниях приведены на основе сертификации. |               |            |

## We Are Never Ever Getting Back Together (Taylor’s Version)
6 августа 2021 года Свифт объявила, что перезаписанная версия «We Are Never Ever Getting Back Together» под названием «We Are Never Ever Getting Back Together (Taylor’s Version)» будет включена в качестве восьмого трека в её второй перезаписанный альбом с таким же названием, который планировался к выходу 19 ноября 2021 года на Republic Records. Песня появилась на неделю раньше вместе с альбомом 12 ноября 2021 года. Свифт опубликовала официальный трек-лист альбома 6 августа 2021 года.

### Чарты
| Чарт (2021)                             | Высшая позиция |
| --------------------------------------- | -------------- |
| Австралия (ARIA)                        | 34             |
| Канада (Billboard Canadian Hot 100)     | 40             |
| Мир (Billboard Global 200)              | 41             |
| Португалия (AFP)                        | 141            |
| Сингапур (RIAS)                         | 22             |
| Великобритания (OCC UK Audio Streaming) | 61             |
| США (Billboard Hot 100)                 | 55             |
| США (Billboard Hot Country Songs)       | 16             |